# Córdova (Argentina)
Córdova (em castelhano: Córdoba) é a segunda cidade mais populosa da Argentina e capital da província de mesmo nome. Tem 1 505 250 habitantes . Foi fundada pelo adelantado Jerónimo Luís de Cabrera, em 6 de julho de 1573, às margens do rio Suquía. Fica 713 quilómetros ao noroeste de Buenos Aires e é a segunda maior cidade do país. A terceira é Rosário seguida por San Miguel de Tucumán.
Oficialmente é o único município do departamento Capital, apesar dos entraves com cidades vizinhas, como Estación Juárez Celman, Saldán e Villa Allende, que tem parte de seus subúrbios no canto noroeste do mesmo. Administrativamente está dividida em onze Centros de Participação Comunitária descentralizados. 
O censo nacional de 2010 estabeleceu uma população de 1 329 604 habitantes. Há uma tendência de queda na taxa de crescimento da população cordobense. O município possui uma área de 576 km². Limita-se a norte com o departamento de Colón, a leste com o departamento de Colón (ao norte do rio Suquía), departamento de Santa María (ao sul do rio Suquía), a sul com o departamento de Santa María e a oeste também com os departamentos de Santa María e Colón.
A cidade possui vários pontos históricos, turísticos e culturais de grande importância. La Cañada de Córdova é a parte de canalização de um córrego que atravessa a cidade de norte a sul. O Arco de Córdova é um importante símbolo da cultura localizado na entrada da Avenida Amadeo Sabattini. Em 2000, a UNESCO declarou a Manzana Jesuítica como Patrimônio Mundial da Humanidade e, em 2006, a cidade foi nomeada Capital Americana da Cultura naquele respectivo ano. Córdova protagonizou vários feitos de muita relevância na História argentina durante o século XX. Foi o centro da Reforma Universitária de 1918, da Industrialização a partir de 1930, da Revolução Libertadora em 1955 e do Cordobazo, um movimento que culminou na queda do governo de Juan Carlos Onganía em 1969.

## História

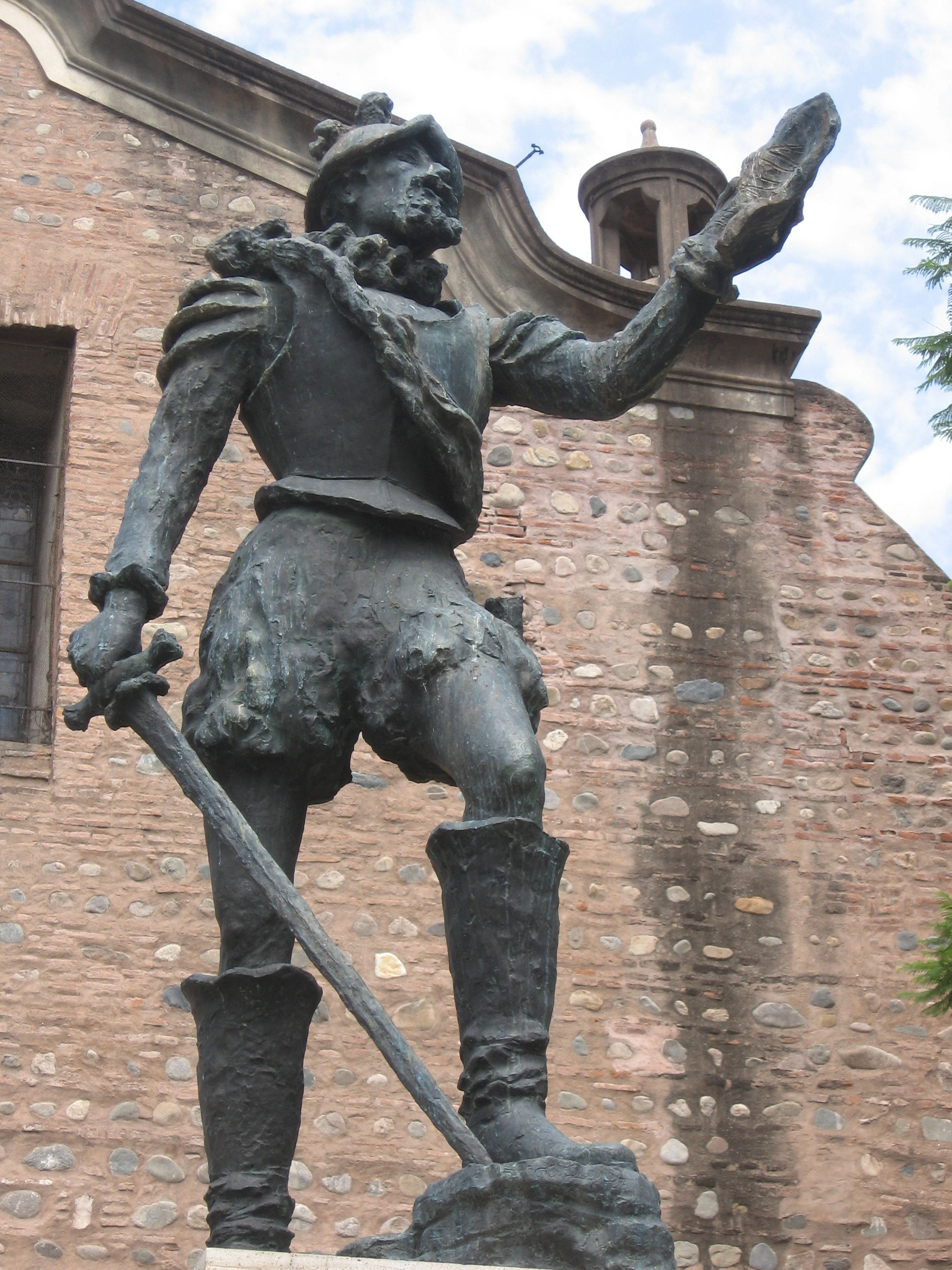
Jerónimo Luís de Cabrera, o fundador de Córdova.

### Fundação
A fundação da cidade de Córdova teve como precedente a ordem que em 1571 o vice-rei do Peru, Francisco Álvarez de Toledo, deu ao recém-nomeado governador de Tucumán, Jerónimo Luís de Cabrera - que até então servia ao exército real espanhol - confiando-o estabelecer-se e encontrar no vale de Salta na parte e lugar que me parece melhor convir, um povo de espanhóis para que desde estes reinos do Peru se possa entrar nestas províncias sem o risco e perigo que até agora, e deixá-las a esses reinos para contratar e comercializar.
Quando Cabrera deixou Potosí, em julho de 1572, teve que escolher entre seguir as claras diretrizes do vice-rei ou acatar a vontade de Francisco de Aguirre - que havia sido governador de Tucumán e também fundador da cidade de Santiago del Estero - e que o instou para continuar o plano de conquistar o sul. Cabrera escolheu o último. A expedição de conquista, de mais de cem homens, entrou no território que era habitado pelos aborígenes Comechingones, que viviam em comunidades chamadas ayllus, e encontrou um rio que Cabrera chamou de San Juan —agora Suquía—, desde o dia No dia 24 de junho, a Igreja comemora São João Batista.
Cabrera fundou Córdova em 6 de julho do mesmo ano com o nome de Córdova de la Nueva Andalucía, possivelmente em homenagem aos ancestrais de sua esposa, que veio do homônimo espanhol. A fundação foi feita na margem esquerda do rio, no local denominado Quisquisacate, nome dado pelos índios à confluência de dois rios, no que hoje são as ravinas do bairro Yapeyú, a nordeste da atual área central. No mesmo ato, teve o ato fundador lavrado pelo tabelião Francisco de Torres e determinou o brasão da cidade.
Cabrera buscava dois objetivos. Uma delas era ter uma saída para "La Mar del Nord", ou seja, para o Oceano Atlântico, já que acreditava que a lagoa do Mar Chiquita era uma baía neste oceano; e também tentou fundar outra cidade às margens do rio Paraná.45 O segundo objetivo era a fabulosa Cidade dos Césares.
Embora a origem do nome Córdova não seja totalmente clara, pode vir de Karduba (contração de Kart-Juba, "A cidade de Juba"). Esse povoado, hoje uma cidade espanhola, poderia ter sido batizado assim pelo general cartaginês Amílcar Barca em homenagem a um general númida chamado Juba, que lutou e morreu em uma batalha na região, por volta de 230 aC. C.46 47.
Segundo dados do Arquivo Histórico, depois de quatro anos da fundação da cidade, em 1577, as autoridades, uma vez que os indígenas se retiraram, resolveram transferir Córdova para a margem sul do rio Suquía ou Primero, e o então vice-governador Dom Lorenzo Suárez de Figueroa desenhou a primeira planta da cidade, de setenta quadras em tabuleiro de xadrez. O documento descreve uma cidade com dez quarteirões de comprimento e sete de largura. Na imagem pode-se observar que os lotes foram divididos em quatro. Isso se aplicava aos vizinhos, uma vez que as terras das ordens religiosas não foram divididas.
Em 1580 teve início a construção da Catedral de Córdova, concluída em 1758. Em 1599 foi instalada a ordem religiosa da Companhia de Jesus e, assim, Córdova tornou-se o ponto central das tarefas de evangelização dos padres jesuítas na América do Sul.

### Século XVII
Os religiosos da Companhia de Jesus fundaram, em 1608, o noviciado e, em 1610, o Colégio Máximo do qual derivou, em 1613, a Universidade de Córdova, a atual Universidade Nacional de Córdova, a quarta mais antiga da América. Em 1622, a Alfândega Seca começou a funcionar.
Em 1623 ocorreu o primeiro transbordamento conhecido do riacho La Cañada, situação que obrigou a construção da defesa conhecida como Calicanto em 1671, da qual hoje resta apenas um pequeno vestígio na esquina das ruas Belgrano e San Juan, bairro de Güemes.
Em 1671, a igreja da Companhia de Jesus foi consagrada. Então, em 1687, Ignacio Duarte y Quirós fundou o Colégio Nacional de Monserrat. Durante o chamado primeiro período (1687-1767), o Colégio era governado por padres jesuítas.52 Já em 1699, Córdova foi promovido à sede do bispado de Tucumán. Desta forma, a cidade era o centro administrativo, religioso e educacional da região.

### Século XVIII
De acordo com um ato do conselho, a população provincial chegava, em janeiro de 1760, a 22.000 habitantes, dos quais 1.500 eram espanhóis e o restante estava dividido em mestiços, mulatos e negros. Presume-se que a população fosse mais velha, dado o dificuldades na realização do censo. 
Em 1776, o Rei Carlos III criou o Vice-Reino do Río de la Plata, no qual Córdova permaneceu, em 1785, como capital do Município de Córdova del Tucumán, compreendendo os atuais territórios das províncias de Córdova, La Rioja e a região das quais.
Em novembro de 1784, Rafael de Sobremonte chegou a Córdova após ser nomeado Governador Intendente do Município de Córdova del Tucumán  O Governador Intendente era a segunda hierarquia depois do vice-rei. Nesse mesmo ano, ele emitiu o regulamento da polícia, criando seis quartéis que descentralizaram a cidade. Ele lidou com a mendicância e o cuidado de menores, entre outras coisas. Realizou obras públicas como parques e passeios, ampliou as masmorras do cabildo, iluminou as ruas com 113 lanternas de velas de sebo que eram acesas nas noites sem lua, construiu a primeira ponte sobre o arroio La Cañada (hoje rua 27 de abril), regulamentou, entre outros, as guildas de ourives, ferreiros, pedreiros, carpinteiros, pintores, alfaiates, sapateiros, músicos e barbeiros e instalou o primeiro sistema de água corrente da América.

### Século XIX
Em 1806, durante as invasões inglesas, o vice-rei Rafael de Sobremonte voltou a Córdova, onde estabeleceu a capital provisória do vice-reinado do Río de la Plata. Em vinte dias reuniu um importante contingente e o enviou a Montevidéu para repelir a invasão daquela cidade, objetivo não alcançado.
Durante a era pátria, em 1821, um regulamento provisório foi emitido para facilitar a imigração. De acordo com o censo de 1822, a cidade tinha 11.552 habitantes. 
Em 29 de junho de 1829, ocorreu em Córdova uma das duas batalhas entre o general José María Paz e o caudilho Facundo Quiroga.
Durante a era pátria, em 1821, um regulamento provisório foi emitido para facilitar a imigração. De acordo com o censo de 1822, a cidade tinha 11.552 habitantes. Em 29 de junho de 1829, ocorreu em Córdova uma das duas batalhas entre o general José María Paz e o caudilho carioca Facundo Quiroga.
Em abril de 1854, o governo de Córdova declarou a Universidad Mayor e o Colegio de Monserrat nacionais e, como tais, sujeitos ao governo nacional e sob sua dependência e direção imediatas. Em 1856, o Congresso Nacional a ratifica e estabelece que os recursos para seu funcionamento virão do Tesouro Nacional.
De acordo com o censo de 1869, a província tinha 210.508 habitantes. Em 18 de maio de 1870, foi inaugurado o trecho para Rosário da Ferrovia Central Argentina (posteriormente General Bartolomé Mitre). Nesse mesmo ano, Agustín Garzón fundou a cidade de San Vicente (hoje um bairro). Em 1871 foi inaugurado o Observatório Astronômico, a cargo do astrônomo americano Benjamin Apthorp Gould, trazido ao país dois anos antes por Domingo Faustino Sarmiento.
Em 1876 foi inaugurada a ferrovia para San Miguel de Tucumán. O então presidente Nicolás Avellaneda, natural dessa cidade, fez a primeira viagem que partia da estação La Garita, nos arredores da cidade. Em julho de 1878, foi inaugurada a primeira linha de bonde da cidade. Ele ligava o centro ao bairro de General Paz. O serviço esteve a cargo da Companhia de Tramway da Cidade de Córdova.
Em 1º de janeiro de 1881, começou a funcionar o registro civil municipal, o mais antigo do país. O primeiro casamento registrado data de 27 de janeiro.
Em 1883 foi feita uma reforma na constituição provincial, inspirada na obra de Filemón Posse. Uma das mudanças foi na esfera municipal, com a criação da figura do prefeito e do conselho deliberativo, como órgãos executivo e legislativo, respectivamente. O primeiro prefeito da cidade foi Juan Manuel La Serna, seguido em 1887 por Luis Revol.
Em 1886 foi apresentado o projeto Crisol, que deu origem ao bairro Nueva Córdova. Era uma proposta urbana que visava recuperar uma grande área ao sul do macrocentro, construindo um bairro residencial e um parque.
O primeiro levantamento cadastral da cidade data de 1889 e foi realizado pelo agrimensor Ángel Machado, obtendo-se os limites e demarcações existentes com suas benfeitorias.
Em 1940 foi feita a primeira medição e marcação do ejido municipal e elaboradas as plantas de loteamento, documentos que representavam a forma individual de cada quarteirão e sua divisão de parcela. Os novos edifícios do Banco de Córdova, o Teatro Novo (então Rivera Indarte, hoje Libertador San Martín) e a Academia Nacional de Ciências estavam mudando a aparência do microcentro cordovês. As obras do Parque Elisa (hoje General Las Heras) estavam em andamento. Foi licitada a construção do presídio do bairro San Martín, que em 1895 já contava com dois pavilhões habilitados, que permitiam a transferência dos internos que se encontravam na Cadeia Pública, localizada no terreno onde posteriormente seria construída a escola de Olmos.

### Século XX
No início do século 20 a cidade tinha 90.000 habitantes. Córdova havia mudado consideravelmente sua aparência, já que contava com novas avenidas, diagonais, passeios e praças. Aos bairros ou povoados tradicionais que existiam como Alberdi, San Vicente, Güemes e General Paz foram acrescentados Alta Córdova ao redor da ferrovia e Nueva Córdova ligou-se ao centro pela recém-construída Avenida Argentina, hoje Hipólito Yrigoyen.
Entre os problemas da época estavam pobreza, analfabetismo e alta mortalidade infantil. As epidemias de febre tifóide, gripe, peste bubônica, varíola e tuberculose eram recorrentes devido à escassez de água, sendo os banheiros públicos a única possibilidade de higienização. Outro problema era a infraestrutura de saúde, já que a cidade possuía apenas um hospital, o São Roque. O córrego La Cañada apresentava outro problema de construção, com suas freqüentes inundações. A maior ocorreu na noite de 15 de janeiro de 1939, quando suas águas transbordaram e inundaram todo o centro da cidade. Como resultado desse acontecimento, deu-se início à canalização do riacho, que terminou em 1944 e lhe deu seu aspecto atual.
Em 1918, Córdova foi o epicentro de um movimento reformista conhecido como Reforma Universitária, que mais tarde se espalhou para o resto das universidades do país, grande parte da América e Espanha.
Em 1927 foi inaugurada em Córdova a Fábrica de Aeronaves Militares (FMA). Até sua chegada, Córdova não tinha tido o importante florescimento industrial derivado da substituição de importações, o que fez crescer consideravelmente os subúrbios de Buenos Aires. A manufatura cresceu e ficou entre as melhores do mundo na década de 1940, após a Segunda Guerra Mundial, com a chegada de técnicos alemães. Entre suas realizações mais notáveis está o avião Pulqui.
A partir de 1952, a Fábrica de Aeronaves Militares começou a diversificar sua produção. O que se fez foi fundar com base no antigo Instituto Aerotécnico, a estatal Industrias Aeronáuticas e Mecánicas do Estado (IAME), que se dedicava à fabricação de motores, automóveis (a lembrada Graciela Institec e Rastrojero), motocicletas Puma, barcos e veleiros, pára-quedas, máquinas e ferramentas diversas.
Essa fábrica, por suas atividades transcendentais, tornou-se uma pedra angular da indústria pesada do país. Apenas três anos após a sua criação, o IAME empregava cerca de 10.000 pessoas, a maioria técnicos especializados, e no auge já ocupava mais de 50% da força de trabalho empregada pelas dinâmicas indústrias de Córdova. Além disso, o seu trabalho como promotor da actividade fabril foi notável, pois proporcionou assistência técnica, aconselhamento, laboratórios a jovens e inexperientes industriais, e promoveu a produção em série e a utilização de processos industriais em substituição do trabalho artesanal. Um importante ramo produtivo do IAME foi representado pela fabricação de tratores El Pampa.
Em 1955, a empresa americana Industrias Kaiser Argentina (IKA) instalou-se na cidade a partir da abertura nacional ao capital estrangeiro e por meio de um contrato com o IAME. A IKA se tornou a maior fábrica de carros em série do país, com 300.000 veículos produzidos em menos de uma década. 56 
A profunda transformação que a cidade (e a província em geral) teve com os assentamentos fabris pode ser verificada com alguns dados estatísticos. Em 1943, havia 5.311 estabelecimentos industriais, empregando 37.649 pessoas, em 1954, eram mais de 15.000, empregando 67.599 pessoas. A potência automotiva instalada em 1943 era inferior a 196.000 HP, indo para cerca de 380.000 em 1954.
A província, segundo o censo de 1947, tinha quase 1.500.000 habitantes, dos quais cerca de 25% viviam na capital. Após os assentamentos industriais, famílias inteiras se mudaram para a cidade, fazendo de Córdova a cidade mais habitada depois de Buenos Aires. Além disso, o salário médio aumentou, o que se traduziu em um aumento do consumo que beneficiou outros ramos da atividade econômica.
A chamada Revolução de Libertação, que derrubou o governo constitucional de Perón, começou em Córdova. De fato, em 16 de setembro de 1955, ocorreu o levante militar. Da cidade, o general Eduardo Lonardi comandou as operações e declarou-a capital provisória da república. Houve confrontos no bairro de Alta Córdova, no entorno da estação ferroviária de Belgrano, entre rebeldes e tropas leais, tiroteios em frente ao conselho histórico e outras escaramuças como a dos comandos civis que tomaram pontos-chave da cidade. A Rádio LV2 foi rebatizada de La Voz de la Libertad e transmitiu a proclamação revolucionária. Após várias horas de cerco, o quartel-general da polícia, a improvisada sede do governo provincial, caiu. 
Aeronaves Pulqui II: a Argentina tinha uma das forças aéreas mais avançadas do mundo; e em Córdova seu centro mais importante.
Em maio de 1969, acontecia o Cordobazo, um evento espontâneo que era realizado por estudantes e trabalhadores e cujo pico era no dia 29 daquele mês. Ele tinha um claro sentido anti-ditatorial e estava acompanhado pela população em geral.
Os anos 1970 foram turbulentos. Nos anos anteriores ao golpe militar de 1976, ocorreram perseguições no campo da Universidade e atos como a explosão da gráfica do jornal La Voz del Interior em janeiro de 1975. O editorial de 15 de março dizia “Córdova é uma cidade Humilhada e entristecida por tanta violência, por tantas mortes inúteis, por tantos desaparecidos, por tanto medo. Viver tornou-se a aspiração mais elementar dos cordobenses”.
Após o autoproclamado golpe militar, Processo Nacional de Reorganização, ocorrido em 24 de março de 1976, a violência aumentou ainda mais. Córdova foi palco das mesmas ilegalidades do resto do país. Entre os centros clandestinos de privação ilegítima de liberdade estão La Perla, na berma da estrada para Villa Carlos Paz, Campo de la Rivera no quinto trecho e o Posto de Informação da Polícia provincial no trecho Santa Catalina , no centro da cidade. Embora não haja dados precisos, estima-se que 2 mil pessoas passaram sozinhas por La Perla entre 1976 e 1979. Em 1978 a Argentina organizou a Copa do Mundo de Futebol, onde Córdova foi uma de suas sedes. O Estádio Chateau Carreras foi construído para este evento.
A economia argentina e em particular a atividade industrial começaram a apresentar um declínio sustentado a partir de 1976, principalmente devido à liberalização dos mercados e à abertura econômica. Já no governo constitucional de Raúl Alfonsín, em meio à instabilidade, problemas financeiros e aumento da inflação, as políticas de estabilização desestimularam fortemente as atividades industriais. Esta atividade passa por um processo de reestruturação regressiva. Estima-se que sua participação no PIB tenha caído 8%. A fabricação de máquinas, ferramentas e tratores girava em torno de um quarto e os automóveis, menos da metade. Córdova aos poucos foi perdendo seu peso industrial.

### Século XXI
Em 2000, o histórico Bloco Jesuíta foi declarado Patrimônio da Humanidade pela Unesco. Após a grave crise de 2001/2002 que sofreu o país, Córdova ressurgiu como um importante pólo industrial da Argentina, embora não tenha se traduzido em inovação como nos anos 1950. Em 2006 Córdova foi declarada a Capital Americana da a Cultura daquele ano.
Na madrugada de 3 de dezembro de 2013, cem oficiais da Polícia da Província de Córdova foram aquartelados por motivo de aumento de salário. Durante o dia as tropas aquarteladas aumentaram, e quando chegou a noite, com a cidade desprotegida e liberada, o descontrole e o vandalismo tomaram conta das ruas da capital, com saques e roubos ocorrendo na maioria das lojas e supermercados de vários bairros, que Isso fez com que vizinhos e parte da comunidade passassem a formar barris e defender seus negócios armados, causando linchamentos e confrontos. Ao meio-dia de 4 de dezembro de 2013, e após 35 horas de violência, saques e destruição, o governador José Manuel de la Sota anunciou um acordo com os policiais aquartelados, que voltaram a patrulhar as ruas, pondo fim a um dos momentos mais trágicos da história de Córdova. Os fatos ocorridos nos dias 3 e 4 de dezembro de 2013 deixaram 1 morto, mais de 300 feridos, 1.000 instalações saqueadas, dezenas de detidos e perdas milionárias de mais de 400 milhões de pesos. A partir de 2014 e por aprovação da legislatura provincial, todo dia 4 de dezembro é comemorado o “Dia da Reunião”, para refletir sobre os acontecimentos ocorridos.

## Criminalidade
Os atos de violência e crimes diminuíram em comparação com 2004, mas têm aumentado lenta e continuamente desde 2005 (onde houve uma redução considerável ano a ano em comparação com o ano anterior).
O que é conhecido como sentimento de insegurança (ansiedade causada pelo medo de ser vítima de um crime), teve um aumento considerável, apesar das estimativas que refletem uma diminuição do número de crimes. Ele foi atribuído como o principal responsável e não aumentou esse medo, não que não haja um sistema centralizado que reflita as estatísticas criminais. Os dados que temos são sempre de fontes diferentes.
Segundo dados de março de 2009, nenhum Hospital de Urgência (para onde convergem grande parte das vítimas deste tipo de incidente), 125 feridos por faca, 131 por arma de fogo e 731 vítimas de violência de rua, totalizando 987 casos, um pouco acima em relação ao mesmo período do ano passado. Da mesma forma, o hospital recebeu mais mortes por suicídios do que por armas de fogo.
Córdova tem uma média de 60 a 70 assassinatos por ano, o que a posiciona como uma das mais seguras entre as grandes cidades latino-americanas. Também tem uma taxa de criminalidade muito menor do que a de cidades igualmente povoadas em países como Brasil, Colômbia ou México.
Em 2010, foram registrados 41 homicídios, ou seja, uma queda de 42% em relação à média histórica.

## Geografia

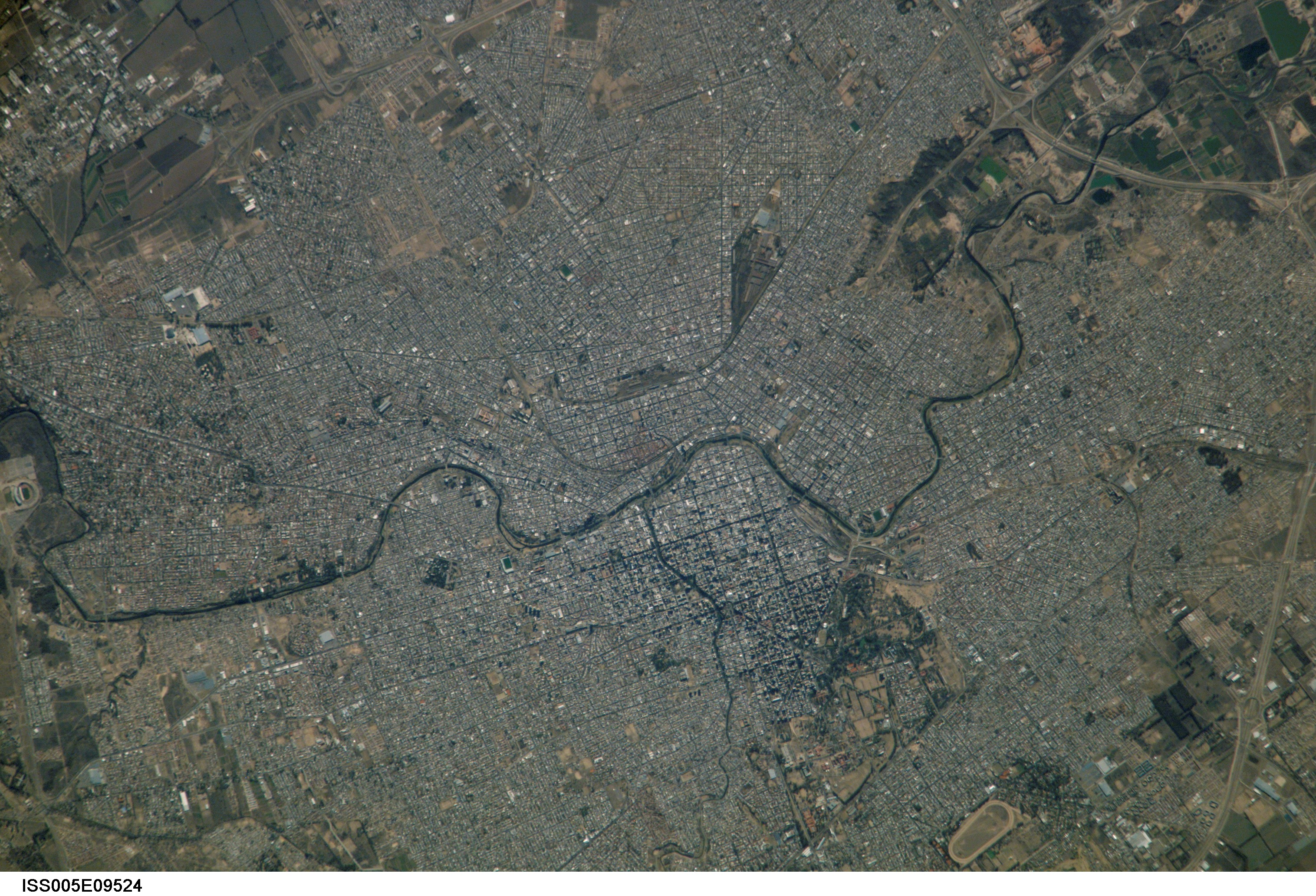
Córdova vista da Estação Espacial Internacional.

Córdova está localizada na região conhecida como Pampa Argentina, na fronteira com serras pampeanas, no sopé do Monte. Administrativamente, Córdova pertence à província de Córdova que, por sua vez, é pertencente à Região Central da Argentina. A área urbana se estende por ambas as margens do rio Suquía, cobrindo o território. Há planícies mistas urbanas, encostas suaves e morros baixos. De acordo com as leis provinciais nº. 778 de 14 de dezembro de 1878, nº. 927 de 20 de outubro de 1883 e nº. 1.295, de 29 de dezembro de 1893, Córdova possui uma área territorial de 576 km².
Seus limites são com os municípios de Estación Juárez Celman, Saldán e Villa Allende. Córdova é vista como uma cidade pouco densa e com ausência de parques e áreas verdes. Entretanto, possui mais espaços verdes que Buenos Aires, a capital do país.
O rio Suquía atravessa o território do município no sentido noroeste-leste. Por outro lado, o fluxo de La Cañada corre do sul para o norte e deságua no rio Suquía, no centro da cidade. Este fluxo foi canalizado na década de 1930 e causou inundações desastrosas recorrentes. A cidade encontra-se em ambas as margens e é atravessada por outros córregos menores.

### Clima
O clima da cidade de Córdova é subtropical úmido, com inverno seco, também conhecido como pampas climáticas. Os verões são úmidos, com dias quentes e noites frescas. Os ventos do leste e oeste são raros, de curta duração e baixa intensidade. Na primavera, com o aumento da força, principalmente no norte e nordeste, forma-se um centro de depressão ciclônica definido na frente polar. Nas tempestades de verão ocorrem freqüências e até mesmo granizo. A temperatura, em média, é um pouco mais fria do que em outras partes do planeta que estão em latitudes e altitudes semelhantes. Isso é decorrente principalmente pela localização próxima do país com a Antártica.

## Demografia

Crescimento da área urbana de Córdova entre 1573 e 2007.

Córdova é a segunda cidade mais populosa da Argentina, sendo superada apenas por Buenos Aires. Sua população é de 1 329 604 habitantes, de acordo com o censo nacional de 2010. Isso representa um aumento de 3,5% na população desde 2001, quando a cidade registrou uma população de 1 284 582 habitantes.
A população da cidade representa 40,18% do total da população da província de Córdova, (estimada em 3 308 876 habitantes), representando também 3,31% da população do país. Segundo o Instituto Nacional de Estatística e Censos da Argentina, a taxa de crescimento demográfico da cidade vem caindo desde 1980, quando o registro marcava um crescimento de 18,8%. Após o censo nacional de 2001, foi verificado que a população havia crescido 8,92% desde 1980 e, em 2010, o registro de aumento na população foi de 3,5% em relação a 2001, o que comprova a taxa de decrescimento da população. A densidade populacional do município é de 2.308,3 hab/km² (em 2010), sendo 115 vezes mais alta que no restante da província.
A população cordobesa é um exemplo típico da composição demográfica da região central da Argentina: possui traços do período colonial, como os crioulos de origem espanhola, e os nativos indígenas, estando predominantemente povoada por imigrantes procedentes da Europa. Por este motivo, atualmente a imensa maioria da população da cidade está composta por argentinos descendentes de italianos e espanhóis.
A cidade recebe um grande fluxo de estudantes provenientes do nordeste e noroeste argentino, da Patagônia, das cidades do interior da província e de países como Bolívia, Peru e Paraguai, devido principalmente ao fato da cidade abrigar a Universidade Nacional de Córdova, o que incrementa paulatinamente o crescimento da população. Córdova cresce constantemente, expandindo-se em especial ao sul e ao noroeste.

## Governo e política
De acordo com o sistema federal de governo vigente na Argentina, há três ordens: O governo Naciona, o Provincial e o Municipal.
O poder executivo em Córdova é exercido pelo prefeito municipal (chamado de intendente), eleito por voto popular a cada quatro anos. O prédio do governo é conhecido como o Palácio 6 de julho, localizado no centro da cidade. O atual prefeito da cidade é Martín Miguel Llaryora e o vice-prefeito é Daniel Passerini, que também exerce o cargo de presidente do Conselho Deliberativo Municipal da cidade.

### Relações internacionais
- Cochabamba, Bolívia
- Santa Cruz de la Sierra, Bolívia
- Campinas, Brasil
- Curitiba, Brasil
- Caxias do Sul, Brasil
- Salzburg, Austria
- Florianópolis, Brasil
- Rondonópolis, Brasil
- Valparaíso, Chile
- Córdova, Espanha
- Junta da Andaluzia, Espanha
- Marín, Espanha
- Ciutadella de Menorca, Espanha
- Tampa, Estados Unidos
- Tiberíades, Israel
- Turim, Itália
- Morelia, México
- Łódź, Polônia
- Izhevsk, Rússia
- Montevidéu, Uruguai

## Economia
Em 2006, havia um total de 49 281 empresas, sendo que destas 21 423 pertenciam ao setor comercial (43%), 20 449  pertenciam ao setor de serviços (41%) e 6 984 pertenciam ao setor industrial (14%). O setor primário possui pouca participação na composição do Produto interno bruto do município, comparado a outras regiões da província, devido em grande parte à urbanização da área.
Seu PIB corresponde a 3,65% do PIB nacional da Argentina. Em relação à participação dos setores de economia na composição do Produto interno bruto de Córdova, este se baseia da seguinte forma: Setor primário (0,3%), setor secundário (28,4%) e setor terciário (71,3%).

## Infraestrutura

### Saúde
Assim como no restante do país, a saúde em Córdova é administrada pelo Conselho Municipal de Saúde de Córdova. Há demasiados estabelecimentos de saúde na cidade, tanto de caráter público como de caráter privado, sendo que estes podem ser administrados tanto pelo governo nacional quanto pelo governo provincial. Entre os estabelecimentos de saúde administrados pelo governo nacional, o de maior destaque é o Hospital Nacional das Clínicas. Entre os estabelecimentos de saúde administrados pelo governo provincial, destaca-se a Maternidade Provincial. Há também, estabelecimentos de saúde administrados pelo governo municipal, como o Hospital de Urgências de Córdova. O estabelecimento de saúde privado de maior notabilidade é o Sanatório Allende.
Aproximadamente 52,2% do total da população conta Obra Social (plano de saúde privado). A taxa bruta de natalidade da cidade, no período de 2001 a 2005, foi de 17,34%, um nível moderado-baixo. Em contrapartida, a taxa bruta de mortalidade atingiu, no mesmo período, 7,58% e a mortalidade infantil foi de 15,24%, sendo a principal causa a dificuldade respiratória. A esperança de vida ao nascer é de 71 anos para os homens e 78 anos para as mulheres.

### Educação

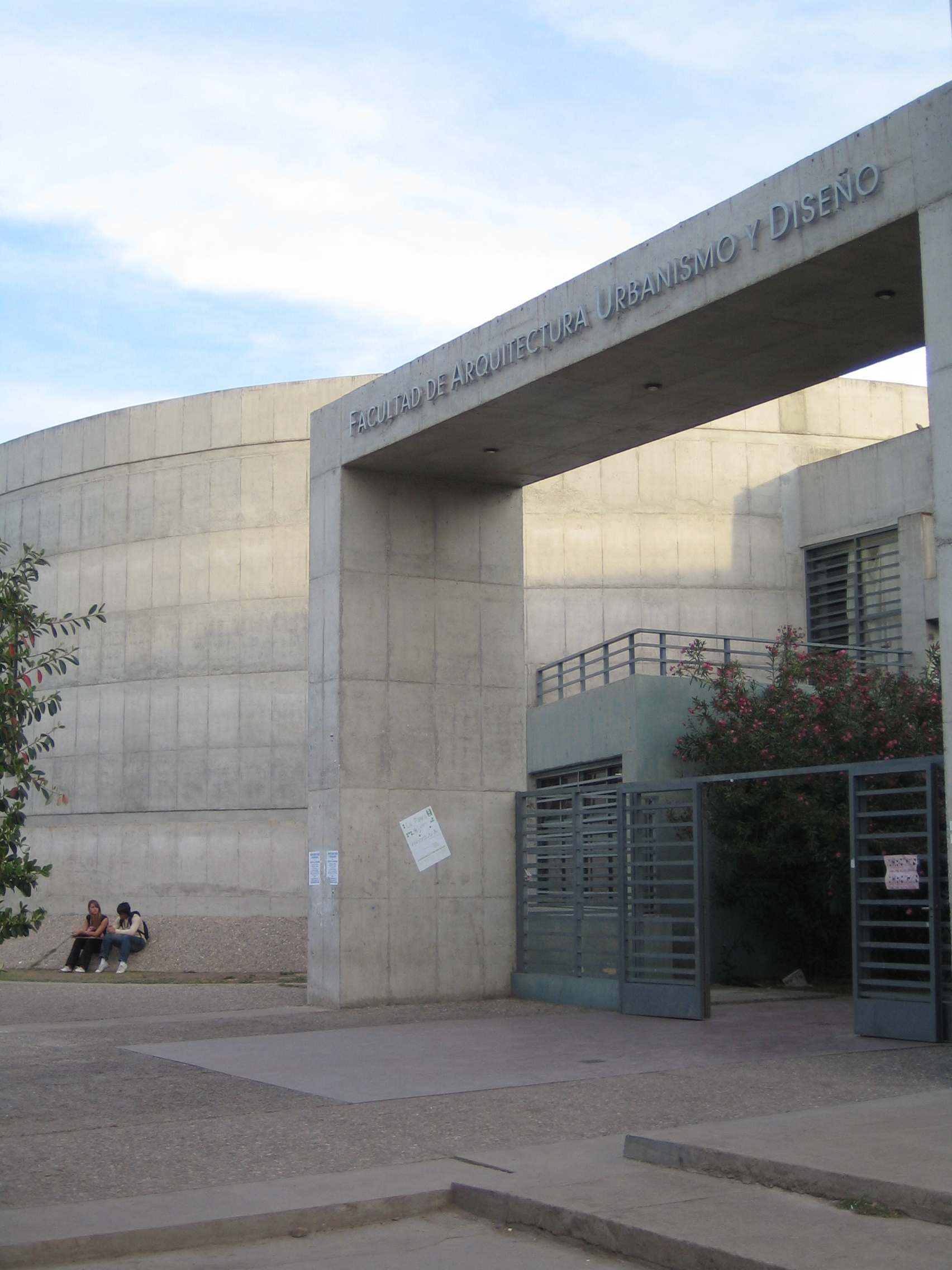
Sede da Faculdade de Arquitetura e Urbanismo da Universidade Nacional de Córdova.

As unidades de ensino em Córdova são de caráter pública e particular. A educação pública, assim como em todo o país, é regida e administrada pelo Estado nacional. Estima-se que 6% do Produto interno bruto seja voltado para esta área, conforme pressuposto pela Lei Nacional Vigente. Em relação aos níveis educacionais, a educação inicial compreende desde os 3 anos de idade até os 5 anos de idade, sendo obrigatória para este último ano. A educação primária, por sua vez, é completamente obrigatória e está destinada a formação a partir dos 6 anos de idade. A educação secundária também é obrigatória, e é destinada aos que já cumpriram o nível primário.
A taxa de analfabetismo em maiores de 10 anos de idade é de 0,8%. Na faixa etária de 3 a 17 anos, a porcentagem de assistência a estabelecimentos educativos é ligeiramente maior que no restante da província e no país, e significativamente maior que a partir dos 18 anos de idade. Cerca de 33,13% da população maior de 15 anos tem o nível secundário completo e o ensino superior incompleto, e 12.23% possui seus estudos superiores completo, acima da média nacional da Argentina, que possui 8,73% de sua população com nível superior.
Córdova é sede de várias universidades de caráter público e privado. A Universidade Nacional de Córdova é uma das mais importantes da América Latina, com aproximadamente 115 000 estudantes. Sua estrutura acadêmica está composta por mais de 8 000 docentes, 250 cursos de graduação, 12 campus, 100 institutos de investigação, serviços e outras atividades, 25 bibliotecas, 16 museus e  observatórios astronômicos e colégios de nível médio e terciário. A maior parte de seus edifícios encontram-se em sua Cidade Universitária, localizada na região central da cidade. Outras instituições notáveis de ensino superior na cidade são o Instituto Universitário Aeronáutico, Universidade Tecnológica Nacional, Universidade Católica de Córdova, Universidade Blas Pascal e Universidade Empresarial do Século XXI.

### Transportes

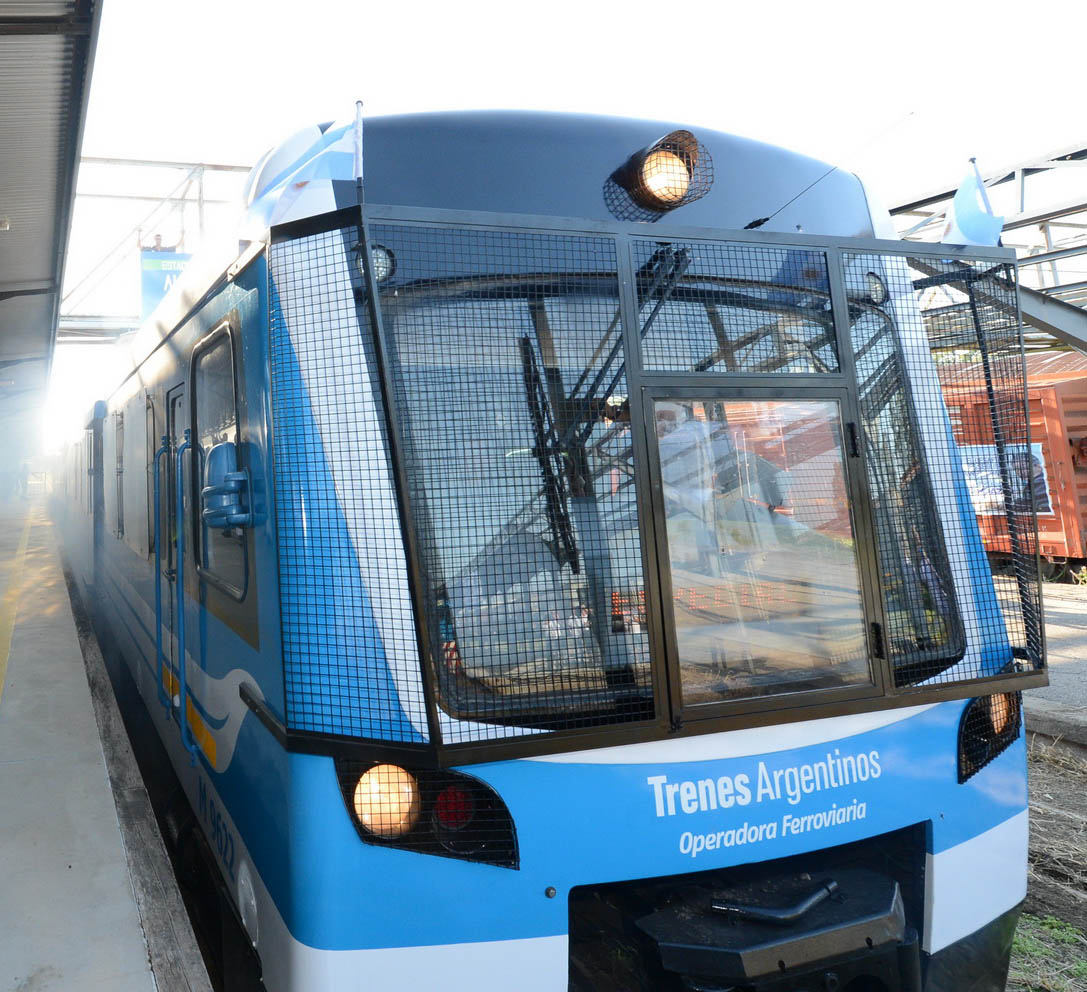
Trem das serras.

A extensão e população de Córdova requer um completo sistema de acesso e de transporte público. O transporte na cidade se compõe, basicamente, de quatro meios: Ônibus coletivo, trólebus, táxis e remís. Em 2007, o transporte público na cidade movimentou cerca de 162 573 641 passageiros. Os ônibus coletivos na cidade superam o número de 640 unidades, sendo que 60 destes são trólebus. A empresa que administra os coletivos é a T.A.M.S.E, de caráter estatal. O sistema é centralizado e todas as linhas de transporte público destinam-se ao centro da cidade, saindo de suas respectivas periferias.
A cidade conta ainda com uma ferrovia turística, o Trem das serras, operada pela empresa estatal Trenes Argentinos Operaciones. A cidade também é conectada pela ferrovia com as cidades de Rosário e Buenos Aires, com o trem de longa distância operado pela Trenes Argentinos.

### Condições de vida
O abastecimento de água potável na cidade é administrado, desde 1997, pela empresa Aguas Cordobesas S.A. Esta empresa está gerenciada por Suez Lyonnaise des Eaux, de origem francesa. Aproximadamente 97,61% dos domicílios da cidade possuem abastecimento de água, que cobre mais de 352 quilômetros no total. Em 2007, foi consumido 335,8 litros de água por habitante na cidade, sendo que em 2010 se reduziu para 292 litros por habitante. A produção anual de água potável é de aproximadamente 138.000.000 m³. Cerca de 99% do serviço de água é superficial, e o resto se produz a partir de sete perfurações, de onde se extraem águas subterrâneas.
O serviço de gás natural é prestado pela distribuidora de gás Ecogás S.A. Em 2005, havia um total de 601.113.000 m³, sendo 51.812.000 m³ para centrais elétricas, 49.981.000 m³ para comércios e outros setores  de serviços, 228.678.000 m³ para uso doméstico, 197.766.000 m³ para gás natural comprimido e 72.875.000 m³ para o uso em indústrias. Segundo dados de 2007, 91% das 308.424 conexões ativas pertenciam a residências.